# Jormsjön
Jormsjön är en fjällsjö i Frostvikens socken, Strömsunds kommun i nordvästra Jämtland.
Den består Lill-Jorm (Lilla Jormsjön) i norr och Stor-Jorm (Stora Jormsjön) i söder. Söder om Stor-Jorm ansluter Kycklingvattnet.
Stor-Jorm och Lill-Jorm har en sammanlagd yta om ca 35 kvadratkilometer och ligger 345 meter över havet. Avrinningen sker via Kycklingvattnet, Junsterforsen och Kvarnbergsvattnet till Faxälven.
Vid nordöstra sidan av Lill-Jorm ligger småorten Jormvattnet.